# Championnat du Chili de football 1961
Navigation
Saison précédente Saison suivante
La saison 1961 du Championnat du Chili de football est la vingt-neuvième édition du championnat de première division au Chili. Les quatorze meilleures équipes du pays sont regroupées au sein d'une poule unique, où elles s'affrontent deux fois, à domicile et à l'extérieur ; il n'y a aucun club relégué en fin de saison et quatre clubs sont promus de Segunda División afin de faire passer le championnat à 18 équipes.
C'est le CD Universidad Católica qui remporte la compétition, après avoir battu lors de la finale pour le titre le CF Universidad de Chile. C'est le troisième titre de champion du Chili de l'histoire du club.

## Les clubs participants
| - CD Green Cross - Promu de Segunda División - Colo Colo - Ferrobádminton - CF Universidad de Chile - Unión Española - Santiago Wanderers - CSD Rangers | - Club Deportivo O'Higgins - CD Santiago Morning - Audax Italiano - CD Universidad Católica - Club Deportivo San Luis - CD Everton de Viña del Mar - Club Deportivo Palestino |

## Compétition
Le barème utilisé pour établir le classement est le suivant :
- Victoire : 2 points
- Match nul : 1 point
- Défaite : 0 point

### Classement
| Rang | Équipe                     | Pts | J  | G  | N  | P  | Bp | Bc | Diff |
| ---- | -------------------------- | --- | -- | -- | -- | -- | -- | -- | ---- |
| 1    | CD Universidad Católica    | 38  | 26 | 15 | 8  | 3  | 69 | 35 | +34  |
| 2    | CF Universidad de Chile    | 38  | 26 | 13 | 12 | 1  | 55 | 28 | +27  |
| 3    | Colo Colo T                | 35  | 26 | 13 | 9  | 4  | 80 | 47 | +33  |
| 4    | CD Santiago Morning        | 33  | 26 | 12 | 9  | 5  | 52 | 34 | +18  |
| 5    | CD Everton de Viña del Mar | 31  | 26 | 11 | 9  | 6  | 45 | 40 | +5   |
| 6    | Santiago Wanderers         | 27  | 26 | 11 | 5  | 10 | 46 | 49 | -3   |
| 7    | Club Deportivo O'Higgins   | 26  | 26 | 11 | 4  | 11 | 41 | 40 | +1   |
| 8    | Unión Española             | 26  | 26 | 10 | 6  | 10 | 51 | 55 | -4   |
| 9    | Club Deportivo Palestino   | 25  | 26 | 11 | 3  | 12 | 47 | 60 | -13  |
| 10   | Ferrobádminton             | 22  | 26 | 7  | 8  | 11 | 38 | 52 | -14  |
| 11   | Audax Italiano             | 21  | 26 | 7  | 7  | 12 | 46 | 57 | -11  |
| 12   | CD Green Cross P           | 15  | 26 | 4  | 7  | 15 | 39 | 56 | -17  |
| 13   | Club Deportivo San Luis    | 15  | 26 | 5  | 5  | 16 | 36 | 58 | -22  |
| 14   | CSD Rangers                | 12  | 26 | 2  | 8  | 16 | 31 | 65 | -34  |

|  | Qualification pour la finale pour le titre        |
|  | T : Tenant du titre P : Promu de Segunda División |

### Finale pour le titre
| 2 janvier 1962 | CF Universidad de Chile | 1 - 1 | CD Universidad Católica | Estadio Nacional, Santiago du Chili             |                                                 |
|                | Sepulveda 65e           |       | Fouilloux 81e           | Spectateurs : 45 414 Arbitrage : Alberto Tejada | Spectateurs : 45 414 Arbitrage : Alberto Tejada |

| 5 janvier 1962 | CD Universidad Católica               | 3 - 2 | CF Universidad de Chile | Estadio Nacional, Santiago du Chili          |                                              |
| Finale rejouée | Fouilloux 3e, 85e (pen.) · Ibañez 47e |       | Campos 2e, 15e          | Spectateurs : 54 009 Arbitrage : Luis Ventre | Spectateurs : 54 009 Arbitrage : Luis Ventre |

## Bilan de la saison
| Championnat du Chili de football 1961 |                                    |
| Champion                              | CD Universidad Católica (3e titre) |
| Qualifications continentales          |                                    |
| Copa Libertadores 1962                | CD Universidad Católica            |
| Promotions et relégations             |                                    |
| Promus en Primera División            | Union La Calera                    |
| Promus en Primera División            | Union San Felipe                   |
| Promus en Primera División            | Deportes La Serena                 |
| Promus en Primera División            | Deportes Magallanes                |
| Relégués en Segunda División          | Aucun                              |